# 勇者無懼 (1997年電影)
《勇者無懼》（英語：Amistad） 是一部1997年由史蒂芬·史匹伯導演的電影，真人真事改編，取自1839年非洲黑奴在運奴船友誼號上發生的反抗事件，以及緊接在後的美國訴友誼號案的法律審判活動，在影片的結尾，還特別說明這起法律案件影響後來出現的南北戰爭。

## 劇情
這部電影從約瑟夫·山克這名非洲人開始，他在運奴船友誼號領導叛變來解放其他的非洲人，也殺了多數的船員。這些叛變的非洲人強迫船長帶他們回非洲，但是船長欺騙他們並把他們帶往美國，結果這些非洲人在美國被俘監禁。
這起事件立即傳到美國總統馬丁·范·貝倫、西班牙女王伊莎貝拉二世和廢奴主義團體。非洲裔團體對這個叛亂謀殺案件有相當激烈的反應。西班牙女王伊莎貝拉二世的代表提告，船上的所有權，包含船長、被俘的非洲人、以及其他產物應屬於西班牙女王。一名年輕的律師羅傑·謝爾曼·包德溫受到廢奴主義者的影響，也成為這件案件的辨護律師。
在這部電影的結尾，可以注意到山克回到非洲；而他曾經歷過的黑奴要塞堡壘，這個專門販賣非洲奴隸的地方，最後也被英國皇家海軍以大砲擊毀；過了幾年之後的南北戰爭，也結束了美國的奴隸制度。

## 台詞

### 副標題
|    | 一件真實的故事。自由不是別人賦予的，自由是我們在出生那天就享有的權利，但是有些時候自由是必須自己去爭取。 |
| —— | |

### 巡迴區上訴法院
- 山克：「我決定寧死也不要成為白人的奴隸。」
- 山克（在法庭大喊）：「給我們… 我們自由！」
- 約翰·昆西·亞當斯詢問：「你知道什麼是最高法庭嗎？」
山克回答：「就是最後殺掉我們的地方。」

### 最高法院
- 約翰·昆西·亞當斯：「不管是哪一方編好聽的故事來贏得這場審判。」
- 約翰·昆西·亞當斯：「他是一名黑人，你們可以親眼看到，但是，如果他是白人，我們在場的所有人今天也不會出現在此。」
- 美國國務卿福賽思：「以後的人們只會記得約翰·昆西·亞當斯的中間名字昆西。」
- 山克詢問：「你對他們說了什麼話？」
約翰·昆西·亞當斯回答：「我只不過把你告訴我的話講給他們聽而已。」

## 演員
| 電影《勇者無懼》演員列表 | 電影《勇者無懼》演員列表 | 電影《勇者無懼》演員列表                                                 | 電影《勇者無懼》演員列表 |
| 角色                     | 演員                     | 說明                                                                     | 說明                     |
| ------------------------ | ------------------------ | ------------------------------------------------------------------------ | ------------------------ |
| 約瑟夫·山克              | 吉蒙·韓蘇                | 友誼號反抗起義的領導者                                                   | 被告                     |
| 楊巴                     | 拉薩克·阿都提            | 奴隷                                                                     | 被告                     |
| 布阿凱                   | 德里克·阿紹              | 奴隷                                                                     | 被告                     |
| 羅傑·薛曼·鮑德溫         | 馬修·麥康納              | 山克的辯護律師                                                           | 辯護                     |
| 狄奧多·喬森              | 摩根·弗里曼              | 鮑德溫的合夥人                                                           | 辯護                     |
| 路易斯·塔潘              | 斯特兰·斯卡斯加德        | 纽约州廢奴人士 聘用鮑德溫來為山克辯護                                    | 辯護                     |
| 约翰·昆西·亚当斯         | 安東尼·霍普金斯          | 美國麻薩諸塞州聯邦眾議員 山克在美国最高法院的辯護律師                    | 辯護                     |
| 詹姆斯·科維              | 切瓦特·艾乔福            | 山克的翻譯人員                                                           | 專家                     |
| 老約西亞·威拉德·吉布斯   | 奥斯丁·彭德頓            | 西非語言學家                                                             | 專家                     |
| 彼得·費茲傑羅            | 彼得·佛斯                | 英國皇家海軍上校 代表辯護方的專家證人 在法庭上解說與分析奴隸販賣非法活動 | 專家                     |
| 安德鲁·汤普森·裘迪森     | 艾倫·瑞奇                | 美国康涅狄格联邦地区法院的法官                                           | 法院                     |
| 傑瑞米·柯林              | 傑瑞米·諾森              | 美国联邦巡回区上诉法院的法官                                             | 法院                     |
| 約瑟夫·斯多利            | 哈利·布萊克蒙            | 第15位美國最高法院大法官 退休的第87位美國最高法院大法官來飾演            | 法院                     |
| 威廉·霍拉伯              | 彼得·普斯特李威          | 康乃狄克聯邦地區檢察官                                                   | 政府                     |
| 约翰·卡德威尔·卡尔霍恩   | 亞歷斯·霍華德            | 南卡罗来纳州聯邦參議員 支持奴隶制度                                      | 政府                     |
| 約翰·福賽思              | 大衛·培莫                | 第13任美国国务卿                                                         | 政府                     |
| 马丁·范布伦              | 奈杰尔·霍桑              | 第8任美国总统                                                            | 政府                     |
| 湯瑪斯·傑尼              | 雷夫·布朗                | 美國海岸測量局海軍上尉军舰指揮官                                         | 政府                     |
| 理查·沃山姆·米德二世     | 達倫·E·布倫斯            | 美國海岸測量局海軍上尉军舰指揮官                                         | 政府                     |
| 唐·荷西·魯伊斯           | 吉諾·西瓦                | 友誼號的船主                                                             | 西班牙                   |
| 唐·佩德羅·蒙提斯         | 約翰·奧爾蒂斯            | 友誼號的船主                                                             | 西班牙                   |
| 伊莎貝拉二世             | 安娜·派昆                | 西班牙君主                                                               | 西班牙                   |

## 製作
主體拍攝於1997年2月18日開始，拍攝地包含洛杉矶、新英格蘭和加勒比地区。

## 獎項
- Academy of Motion Pictures, AMPAS (1998) Nominations: 
  - Best Actor in a Supporting Role, Anthony Hopkins
  - Best Cinematography, Janusz Kaminski
  - Best Costume Design, Ruth Carter
  - Best Music, Original Dramatic Score, John Williams

## 註解
1. ↑  兩行標語。英語：
2. ↑  英語：
3. ↑  英語：
4. ↑  英語：
5. ↑  英語：
6. ↑  英語：
7. ↑  英語：
8. ↑  英語：
9. ↑  英語：

## 外部連結
- 2 Speeches from the Movie in Text, Audio, Video （页面存档备份，存于） from AmericanRhetoric.com
- Rogert Ebert Film Review （页面存档备份，存于）
- Review Sally Haden (Educational POV)
- For the "Freedom Schooner Amistad" (a reconstruction educational vessel) see: Prince George's is first stop for Amistad National Homecoming
- 互联网电影数据库（IMDb）上《勇者無懼》的资料（英文）
- 豆瓣电影上《勇者無懼》的資料 （简体中文）